# Lễ hội dâng hoa măng (người La Ha)
Lễ hội dâng hoa mănglà một lễ hội của đồng bào dân tộc người La Ha (Việt Nam), là để tỏ lòng cảm tạ, tri ân thầy lang có công vì sức khỏe cộng đồng, tổng kết khả năng cứu chữa bệnh tật của thầy lang, rồi truyền lại cách thờ cúng tổ tiên cho con cháu.

## Thời gian
Vào dịp đầu xuân năm mới, việc trên nương chưa nhiều, để con cháu, bà con bản dưới mường trên gặp nhau giao lưu văn hóa, văn nghệ. Trước ngày rằm hằng tháng trong ba tháng mùa xuân.

## Phần lễ
Thầy lang là người chủ trì chuẩn bị ngày hội về thủ tục, các loại con vật sống cần có trong lễ hội, các loại hoa rừng trang trí và các dụng cụ cần thiết khác, tổ chức tại nhà thầy lang. Làm lễ cúng. Cúng xong, thầy lang cho các con nuôi về dâng lễ, cúng mời các vị thần mà dân tộc La Ha che chở cho người La Ha trường tồn, để có được sức mạnh như Thần Hổ-chúa Sơn Lâm thắng mọi dã thú, bảo vệ cuộc sống cho dân bản. Con nhím là thần đất, phải cúng nó để gây cảm tình, để nó không phá lúa; phải mời về ăn nó sẽ bảo vệ thành quả lao động của mình, sống lâu, vững chắc như tảng đá lớn. Là con chim cu gáy-thần của các loài chim hay ăn lúa trên nương cũng phải cúng nó, để bảo vệ lúa nương cho mình. Cuối cùng là cúng con ma cang cói, một thú rừng to như con mèo, dân tộc nào ở miền núi cũng sợ nên phải cúng nó để nó không quấy rầy sức khỏe nhân dân.
Cúng các thần xong, thầy lang biểu diễn các trò mà ông đã chữa khỏi cho "bệnh nhân". Ông giả làm người bị bướu cổ khi buộc cái bát ăn cơm vào cổ mình. Ông diễn các trò làm người què chân, người ngớ ngẩn, hình ảnh người đi coi nương vung cây sào, hú đuổi lũ chim, sóc cút khỏi nương nhà. Cuối cùng là trò giả làm con khỉ (tô rôốc), ông bò quanh cây móc giữa nhà, vừa bò, vừa kêu chí chóe, mắt đảo nhìn rất nhanh, để tìm hoa, ngô, chuối lộc ở cây móc, lúc thì gãi tai, gãi bụng, lúc thì nhảy nhót, chộp lấy bắp ngô. Một tiếng súng nổ, ông giả lăn đùng ra chết, nhiều tiếng cười vang khen người thiện xạ.

## Phần hội
Khi màn độc diễn của thầy lang kết thúc, dân bản vào ngay màn múa "tăng bu", đạo cụ chỉ là 1 ống tre trổ xuống tấm ván theo nhịp "chát chát", tay lúc vung ra sau, khi thì 2 tay cầm ống tre nghiêng sang bên trái, nghiêng sang bên phải, múa say sưa, phụ nữ múa mềm dẻo, khỏe khoắn, linh hoạt.
Sau tăng bu, là các điệu múa cày bừa, cầu mưa, múa khăn, múa kiếm, múa trống. Cuối cùng là điệu múa "A sừng lừng".

## Ngày nay
Vẫn tồn tại đến ngày nay, phần lễ là để cảm tạ trời đất, tổ tiên, sông núi luôn phù hộ cho con cháu ăn nên làm ra, phần hội thì sôi nổi, vui vẻ, tuy còn một số mặt hạn chế, nhưng vẫn thể hiện được những nét phong tục, văn hóa, tín ngưỡng đặc biệt khác hẳn các dân tộc anh em khác trên địa bàn. Ôn lại truyền thống, trao đổi thông tin kinh nghiệm làm ăn, chữa bệnh để cùng nhau phát triển